# Manolo Santana
Manuel Santana Martínez (Madrid, 10 de mayo de 1938-Marbella, 11 de diciembre de 2021), conocido como Manolo Santana, fue un tenista español. Ganador de cuatro torneos del Grand Slam individual y uno en parejas, dos veces finalista en Copa Davis, y un oro individual y una plata olímpica en dobles en los Juegos Olímpicos con el combinado nacional de España. Además, fue capitán de España de Copa Davis en dos etapas (1980-1985 y 1995-1999). Ha sido una de las figuras deportivas más destacadas de España en el siglo XX, distinguido con la Real Orden del Mérito Deportivo y con la Cruz del Dos de Mayo.
Su carrera deportiva estuvo unida a su majestuoso "Drive" desde mediados de los años sesenta hasta principios de la década de los setenta del siglo XX. Durante esta etapa conquistó un campeonato de Wimbledon (1966), dos Top Ten (1966 y 1967), un n.º 1 del mundo (1966), un Trofeo Conde de Godó —segundo en su palmarés personal— (1970) y dos Campeonatos de España (1968 y 1969), entre otros torneos.
Santana es el primer jugador español que ha conseguido ganar el campeonato de Wimbledon. Posteriormente le siguieron Conchita Martínez en 1994, Rafael Nadal en 2008 y 2010,  Garbiñe Muguruza en 2017 y Carlos Alcaraz en 2023 y 2024.

## Su juego
El australiano Rod Laver, uno de los dos únicos tenistas que han ganado los 4 torneos Grand Slam en un mismo año, dijo de Santana: 

Manolo era un mago en la tierra batida, golpeaba la bola a los ángulos más increíbles, te volvía loco con sus globos y dejadas. Y mejoró tanto su volea que era peligroso también en hierba. Me ganó fácilmente un par de veces en Europa, haciéndome saber que tenía mucho que aprender sobre la tierra batida.
Rod Laver, ATP World Tour

## Vida y carrera deportiva
Nació en el Madrid republicano durante la Guerra Civil, el 10 de mayo de 1938. 
Su padre Braulio Santana era un convencido republicano y un sindicalista de la Compañía Municipal de Transportes de Madrid que, al terminar la guerra civil española, fue condenado a doce años de cárcel por sus actividades políticas. Finalmente, permaneció preso durante seis años en las cárceles, donde enfermó. En 1954, poco después de su salida de prisión, falleció. Durante aquellos años, Manolo Santana, junto a su madre Mercedes y sus hermanos, visitaba a su padre en la cárcel. La madre fregaba y limpiaba para que sus hijos tuviesen algo que comer. Tras la muerte del padre, la situación económica familiar aún se agravó más y el joven Santana encontró su salvación al ser acogido en el hogar de la adinerada familia Romero Girón, ligada al mundo del tenis y al Club Velázquez de Madrid.
Se inició en el tenis con diez años trabajando como recogepelotas en el citado Club de Tenis Velázquez (situado en la calle madrileña del mismo nombre, donde están actualmente las oficinas de Iberia). Gracias a ser acogido por un socio del Club Velázquez, Álvaro Romero-Girón, Manolo Santana pudo recibir unos estudios básicos y seguir jugando al tenis.
Su primer triunfo en un torneo importante fue el Campeonato de España de 1958. A lo largo de su carrera, entre la época amateur y la Open, ganó un total de 72 torneos, cuatro de ellos de Grand Slam. Se mantuvo durante siete años (1961-1967) en la lista de los diez primeros y en 1966 fue nombrado Número 1 del mundo.
Venció en Roland Garros en 1961 y 1964. En 1963 lo ganó en la categoría de dobles, formando pareja con el australiano Roy Emerson.
En unos años de absoluto dominio del tenis por parte de los jugadores australianos y norteamericanos, Manolo Santana fue el primer jugador europeo que, además de ganar en la tierra batida de Roland Garros, también lo hizo en los grandes torneos sobre hierba. En 1965 ganó el Open de Estados Unidos en Forest Hills, un torneo que no había conseguido ningún jugador europeo desde Fred Perry en 1936. En 1966 se proclamó vencedor del torneo de Wimbledon (formando parte de la Sección de Tenis del Real Madrid Club de Fútbol), derrotando en la final al norteamericano Dennis Ralston y poniendo fin a doce años de sequía europea en la hierba de Londres.
Nunca participó en el Open de Australia y, por lo tanto, nunca obtuvo este Grand Slam en su carrera.
En 1968 ganó la medalla de oro en los Juegos Olímpicos de México, donde el tenis participó como deporte de exhibición.
No pudo conseguir la Copa Davis para España: perdió dos finales en una época en la que el sistema de competición de la Copa Davis establecía que el campeón defendía el título directamente en la final del año siguiente, la llamada “Challenge Round”, que se jugaba en su país. En 1965 y 1967 el equipo español liderado por Manolo Santana fue derrotado en la hierba de Australia por idéntico resultado: 4-1.
Se retiró en 1970 después de conseguir su último gran triunfo en el Conde de Godó de Barcelona derrotando a Rod Laver. Pese a ello, volvió a las pistas en 1973 para disputar la Copa Davis de ese mismo año, y que postergó hasta los años ochenta.
Cabe destacar que Manolo encarnó al Rey Gaspar en la Cabalgata de Reyes Magos de Marbella en el año 2012.

## Tenistas profesionales y amateurs
En la época de Santana, hasta 1968, había dos clases de tenistas, los profesionales y los “amateurs”. Los tenistas profesionales no podían participar en los grandes torneos ni en la Copa Davis y jugaban entre ellos su propio circuito. Los demás, los tenistas “amateurs”, oficialmente no cobraban por jugar al tenis, pero los jugadores más destacados lo hacían clandestinamente, aunque recibían cantidades inferiores a las de los profesionales. En 1968, con la llegada de la era Open, los torneos empezaron paulatinamente a hacerse abiertos, acabando con la situación anterior. A Manolo Santana se le ofreció un importante contrato profesional a principios de los 60, pero, gracias a la intervención de Juan Antonio Samaranch, pudo rechazarlo y seguir jugando los torneos del Gran Slam y la Copa Davis, al contrario de lo que sucedió con la otra gran figura española de la época, Andrés Gimeno.

## Impulsor del tenis español
A principios de los años 60 el tenis en España seguía siendo un deporte semidesconocido de carácter elitista hasta que los triunfos de Manolo Santana lo convirtieron en un deporte muy popular. Juan Antonio Samaranch describe este proceso en el prólogo de “Un tipo con suerte”, el libro de memorias de Manolo Santana:

“En mi peregrinaje a través del mundo explico, en numerosas ocasiones, la importancia que tuvo para el tenis español el fenómeno Santana. Siempre he dicho que la organización deportiva de un país es como una pirámide, con muchos deportistas en la base de la cual surgirá, en la cúspide, y sin duda alguna, el campeón, el medallista. A este tipo de pirámide hay que añadirle otra invertida, que es la creación, aunque sea artificialmente, del campeón, para que en la base surjan miles de practicantes atraídos por sus triunfos. Este ha sido Santana, la cúspide invertida de la pirámide que no sólo dio días de gloria al deporte español, como sus victorias en Wimbledon y Roland Garros y sus actuaciones históricas en la Copa Davis, sino también el promotor de la construcción de miles y miles de pistas de tenis e impulsor de decenas de miles de practicantes en nuestro país. Su nombre está escrito en letras de oro en el libro de honor del deporte español”.

## Después de la retirada

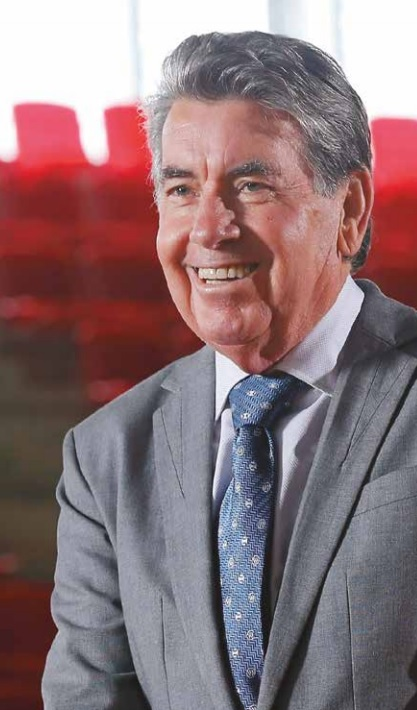
Manolo Santana en 2015

Aunque se retiró oficialmente de la competición en 1980, Manolo Santana siempre ha seguido vinculado al mundo del tenis como entrenador, promotor de torneos y jugador del circuito senior. Fue capitán del equipo español de Copa Davis en dos etapas: 1980-1985 y 1995-1999. En 1984 fue aceptado como miembro del Salón de la Fama del Tenis Internacional. Fue el director del torneo Masters de Madrid desde su primera edición. La pista central de la Caja Mágica, sede del torneo, ha sido bautizada como “Estadio Manolo Santana”.
Más allá del tenis, en el año 1979 formó parte de la primera selección española de squash en jugar el campeonato europeo. Quedaron en el puesto 18, pudiendo sólo superar al conjunto austríaco. Sus compañeros fueron Santi Nieto, Carlos Sainz, Tomás Lara y Manolo Moreno.
En los años 80 se mudó a Marbella, participando activamente en la vida social del famoso centro turístico malagueño, y se le llegó a relacionar con la Jet Set.
En 1997, fundó el "Manolo Santana Racquets Club", centro de referencia del mundo del tenis en Marbella.

## Vida privada
Se ha casado en cuatro ocasiones, con tres divorcios sucesivos: María Fernanda González-Dopeso (1962-1980), madre de tres de sus cinco hijos ( Manuel, la actriz Beatriz Santana y Borja); la periodista y escritora Mila Ximénez (1983-1986), madre de su hija Alba, quien le ha dado dos nietos, Alexander y Victoria; la modelo sueca Otti Glanzielus (1990-2008); y la colombiana Claudia Inés Rodríguez (2013-2021). Tiene otra hija reconocida, Bárbara Catherina, que tuvo con la azafata de vuelo Bárbara Oltra.
Falleció en la mañana del 11 de diciembre de 2021, después de padecer una breve enfermedad de Parkinson.

## Torneos de Grand Slam

### Campeón individuales (4)
| Año  | Torneo                    | Oponente en la final | Resultado           |
| 1961 | Roland Garros             | Nicola Pietrangeli   | 4-6 6-1 3-6 6-0 6-2 |
| 1964 | Roland Garros             | Nicola Pietrangeli   | 6-3 6-1 4-6 7-5     |
| 1965 | Abierto de Estados Unidos | Cliff Drysdale       | 6-2 7-9 7-5 6-1     |
| 1966 | Wimbledon                 | Dennis Ralston       | 6-4 11-9 6-4        |

### Campeón dobles (1)
| Año  | Torneo        | Pareja      | Oponentes en la final     | Resultado   |
| 1963 | Roland Garros | Roy Emerson | Gordon Forbes / Abe Segal | 6-2 6-4 6-4 |

## Títulos amateur
| No. | Año  | Fecha                        | Torneo                                                                  | Finalista            | Resultado             |
| 1.  | 1958 | 7-11 de julio                | Spanish International Tournament (Madrid, España)                       | Iyo Pimentel         | 3-6 8-6 6-4           |
| 2.  | 1959 | 6-14 de noviembre            | Argentina Championships (Buenos Aires, Argentina)                       | Luis Ayala           | 6-2 7-5 2-6 9-7       |
| 3.  | 1959 | 21-27 de diciembre           | Cataluña Championships (Barcelona, España)                              | Alberto Arilla       | 7-5 6-4 7-9 6-2       |
| 4.  | 1960 | Agosto                       | Campeonato de España (Vigo, España)                                     | José Luis Arilla     | 6-2 9-7 8-6           |
| 5.  | 1960 | 1-6 de septiembre            | North Spain Championships (Bilbao, España)                              | Emilio Martínez      | 6-3 4-6 6-3 6-1       |
| 6.  | 1960 | 8-13 de septiembre           | San Sebastián International Tournament (San Sebastián, España)          | Giuseppe Merlo       | 6-3 7-5 6-4           |
| 7.  | 1960 | 24-30 de octubre             | Morocco International (Casablanca, Marruecos)                           | Giuseppe Merlo       | 6-1 6-4 6-4           |
| 8.  | 1961 | 6-12 de marzo                | Colombia International (Barranquilla, Colombia)                         | Rod Laver            | 6-4 6-1 6-1           |
| 9.  | 1961 | 16-28 de mayo                | Roland Garros (París, Francia)                                          | Nicola Pietrangeli   | 4-6 6-1 3-6 6-0 6-2   |
| 10. | 1961 | 10-16 de julio               | Lido Championships (Venecia, Italia)                                    | Fausto Gardini       | 7-5 5-7 6-4 1-6 10-8  |
| 11. | 1961 | 22-28 de agosto              | Lebanon Championships (Beirut, Líbano)                                  | Fred Stolle          | 6-3 8-10 1-6 6-3 6-3  |
| 12. | 1961 | 3-10 de septiembre           | Baden-Baden International Tennis Tournament (Baden-Baden, Alemania)     | Luis Ayala           | 10-8 4-6 6-4 6-3      |
| 13. | 1961 | 11-17 de septiembre          | North Spain Championships (Bilbao, España)                              | Barry Phillips-Moore | 6-0 9-7 3-6 6-0       |
| 14. | 1961 | 18-24 de octubre             | Portugese Championships (Cascais, Portugal)                             | Billy Knight         | 6-0 6-2 6-2           |
| 15. | 1962 | 12-18 de febrero             | Mexican Championships (México, D.F., México)                            | Rod Laver            | 6-3 6-4 5-7 7-5       |
| 16. | 1962 | 19-25 de febrero             | Dixie Championships (Tampa, Estados Unidos)                             | Carlos Fernandes     | 3-6 6-1 8-6 6-2       |
| 17. | 1962 | 21-29 de abril               | Puerta de Hierro International (Madrid, España)                         | Roy Emerson          | 5-7 6-4 9-7 6-8 6-4   |
| 18. | 1962 | 5-10 de junio                | Conde de Godó (Barcelona, España)                                       | Ramanathan Krishnan  | 3-6 6-3 6-4 8-6       |
| 19. | 1962 | 17-22 de julio               | Swedish International Hard Court (Båstad, Suecia)                       | Jan-Erik Lundquist   | 4-6 5-7 6-4 7-5 6-3   |
| 20. | 1962 | septiembre                   | San Sebastián International Tournament (San Sebastián, España)          | Ramanathan Krishnan  | 8-6 6-4 6-1           |
| 21. | 1963 | 18-24 de febrero             | Dixie Championships (Tampa, Estados Unidos)                             | Fred Stolle          | 6-3 21-19             |
| 22. | 1963 | 4-10 de marzo                | Colombia International (Barranquilla, Colombia)                         | Boro Jovanovic       | 6-1 6-4 6-3           |
| 23. | 1963 | 18-24 de marzo               | Caribe Hilton International (San Juan, Puerto Rico)                     | Roy Emerson          | 7-5 1-6 6-3 6-3       |
| 24. | 1963 | 25-31 de marzo               | Altamira International (Caracas, Venezuela)                             | Thomaz Koch          | 9-11 7-5 6-1 6-4]     |
| 25. | 1963 | 1-7 de abril                 | Masters Invitational (Florida, Estados Unidos)                          | Roy Emerson          | 6-4 6-4 6-8 3-6 6-3   |
| 26. | 1963 | 8-15 de abril                | River Oaks Championships (Houston, Estados Unidos)                      | Chuck McKinley       | 6-4 13-11 3-6 2-6 6-4 |
| 27. | 1963 | 5-9 de octubre               | San Sebastián International Tournament (San Sebastián, España)          | Mike Sangster        | 6-2 6-2 6-4           |
| 28. | 1963 | 11-17 de noviembre           | Cataluña Championships (Barcelona, España)                              | Edison Mandarino     | 6-3 6-2 6-0           |
| 29. | 1964 | 29 de diciembre - 5 de enero | Valencia International (Valencia, España)                               | Edison Mandarino     | 6-3 6-4 6-2           |
| 30. | 1964 | 20-26 de abril               | Puerta de Hierro International (Madrid, España)                         | Rafael Osuna         | 6-1 6-3 6-4           |
| 31. | 1964 | 20-31 de mayo                | Roland Garros (París, Francia)                                          | Nicola Pietrangeli   | 6-3 6-1 4-6 7-5       |
| 32. | 1964 | 20-26 de julio               | Colonel Kurtz Cup (Deauville, Francia)                                  | Nicola Pietrangeli   | 2-6 6-3 2-6 6-2 6-2   |
| 33. | 1964 | 27 de julio - 3 de agosto    | Baden Baden International Tennis Tournament (Baden-Baden, Alemania)     | Ronald Barnes        | 6-3 6-3               |
| 34. | 1964 | 10-17 de agosto              | Bavarian Championships (Múnich, Alemania)                               | Bob Hewitt           | 6-2 6-3 11-9          |
| 35. | 1964 | 20-27 de septiembre          | Pacific Coast Championships (Berkeley, Estados Unidos)                  | Pierre Darmon        | 4-6 7-5 8-6 7-5       |
| 36. | 1965 | 26 de diciembre - 1 de enero | Valencia International (Valencia, España)                               | Bill Álvarez         | 2-6 6-4 6-3 6-3       |
| 37. | 1965 | 6-14 de febrero              | Barbados International (Bridgetown, Barbados)                           | Rafael Osuna         | 6-3 6-4               |
| 38. | 1965 | 21-28 de febrero             | Dixie Championships (Tampa, Estados Unidos)                             | Jan-Erik Lundquist   | 6-3 8-6 6-0           |
| 39. | 1965 | 8-14 de marzo                | Trinidad International Championships (Puerto España, Trinidad y Tobago) | Ramanathan Krishnan  | 7-5 6-1 6-4           |
| 40. | 1965 | 15-21 de marzo               | Colombia International (Barranquilla, Colombia)                         | Ramanathan Krishnan  | 6-2 9-7 6-3           |
| 41. | 1965 | 29 de marzo - 4 de abril     | Mexican Championships (México, D.F., México)                            | Ramanathan Krishnan  | 6-3 6-3 4-6 9-7       |
| 42. | 1965 | 5-11 de abril                | Caribe Hilton International (San Juan, Puerto Rico)                     | Dennis Ralston       | 6-4 6-1               |
| 43. | 1965 | 19-25 de abril               | Puerta de Hierro International (Madrid, España)                         | Juan-Manuel Couder   | 6-1 4-6 0-6 6-46-3    |
| 44. | 1965 | 5-11 de julio                | Swedish International Hard Court (Båstad, Suecia)                       | Roy Emerson          | 6-1 6-1 6-4           |
| 45. | 1965 | 1-12 de septiembre           | US Open (Nueva York, Estados Unidos)                                    | Cliff Drysdale       | 6-2 7-9 7-5 6-1       |
| 46. | 1965 | 20-27 de septiembre          | Portugese Championships (Estoril, Portugal)                             | José Luis Arilla     | 4-6 6-3 6-2 6-2       |
| 47. | 1965 | 3 de octubre                 | Spanish Championships. Concurso del Turó. (Barcelona, España)           | Patricio Rodríguez   | 6-4 6-4 6-2           |
| 48. | 1966 | 9-17 de abril                | Monaco Championships (Montecarlo, Mónaco)                               | Nicola Pietrangeli   | 8-6 4-6 6-4 6-1       |
| 49. | 1966 | 20 de junio - 2 de julio     | Wimbledon (Londres, Reino Unido)                                        | Dennis Ralston       | 6-4 11-9 6-4          |
| 50. | 1966 | 15-21 de agosto              | Canadian Tournament Round Robin (Quebec, Canadá)                        | Cliff Drysdale       | 6-3 3-6 6-1           |
| 51. | 1967 | 13-25 de marzo               | South African Championships (Johannesburgo, Sudáfrica)                  | Jan Leschly          | 2-6 6-2 4-6 6-3 6-4   |
| 52. | 1967 | 11-17 de junio               | Lys International Grass Court (París, Francia)                          | Roy Emerson          | 5-7 9-7 6-3 6-3       |
| 53. | 1967 | 8-13 de agosto               | Canadian Championships (Montreal, Canadá)                               | Roy Emerson          | 6-1 10-8 6-4          |
| 54. | 1967 | 11-15 de septiembre          | Juegos Mediterráneos (Túnez)                                            | Juan Gisbert         | 6-4 6-3 1-6 6-3       |
| 55. | 1967 | 18-24 de septiembre          | Colonnial Tennis Classic (Fort Worth, Estados Unidos)                   | Clausete González    | 6-3 4-6 4-6 6-3 6-4   |
| 56. | 1968 | 5-11 de febrero              | U.S. Indoor Championships (Filadelfia, Estados Unidos)                  | Jan Leschly          | 8-6 6-2               |
| 57. | 1968 | 8-14 de abril                | Dixie Championships (Tampa, Estados Unidos)                             | István Gulyás        | 6-4 7-5 6-4           |
| 58. | 1968 | 15-21 de abril               | Puerta de Hierro International (Madrid, España)                         | Herb Fitzgibbon      | 6-3 4-6 4-6 6-3 6-4   |

## Títulos era Open
| No. | Año  | Fecha                           | Torneo                                           | Finalista            | Resultado           |
| 1.  | 1968 | 27 de mayo - 2 de junio         | West Berlin Championships (Berlín, Alemania)     | Tom Okker            | 6-8 6-4 6-1 6-2     |
| 2.  | 1968 | 3-8 de junio                    | Scandinavian Championships (Helsinki, Finlandia) | Toomas Lejus         | 6-1 6-1 6-4         |
| 3.  | 1968 | 14-20 de octubre                | Juegos Olímpicos de México (Guadalajara, México) | Manuel Orantes       | 2-6 6-3 3-6 6-3 6-4 |
| 4.  | 1968 | 4-10 de noviembre               | Campeonato de España (Barcelona, España)         | Manuel Orantes       | 6-4 3-6 6-2 6-2     |
| 5.  | 1969 | 30 de diciembre - 5 de enero    | Valencia International (Valencia, España)        | Robert Maud          | 6-2 2-6 6-4         |
| 6.  | 1969 | 7-13 de abril                   | Puerta de Hierro International (Madrid, España)  | Arthur Ashe          | 9-11 6-4 8-6 6-1    |
| 7.  | 1969 | 7-13 de julio                   | Swedish Championships (Båstad, Suecia)           | Ion Tiriac           | 8-6 6-4 6-1         |
| 8.  | 1969 | 28 de julio - 3 de agosto       | Portuguese Championships (Lisboa, Portugal)      | François Jauffret    | 6-1 6-0 6-2         |
| 9.  | 1969 | 11-17 de agosto                 | Austrian Open (Kitzbühel, Austria)               | Manuel Orantes       | 6-4 6-2 6-3         |
| 10. | 1969 | 13-19 de octubre                | Madrid Open (Madrid, España)                     | Juan Gisbert         | 6-1 6-3 8-6         |
| 11. | 1970 | 30 de diciembre - 4 de enero    | Valencia International (Valencia, España)        | Manuel Orantes       | 7-5 1-6 4-6 6-3 6-3 |
| 12. | 1970 | 9-15 de marzo                   | Egyptian Open (El Cairo, Egipto)                 | Alex Metreveli       | 7-5 6-2 6-4         |
| 13. | 1970 | 27 de abril - 3 de mayo         | Puerta de Hierro International (Madrid, España)  | Lew Hoad             | 6-3 8-10 6-3 6-0    |
| 14. | 1970 | 28 de septiembre - 4 de octubre | Andalucía Championships (Sevilla, España)        | Gene Scott           | 6-1 2-6 8-6 6-4     |
| 15. | 1970 | 19-25 de octubre                | Torneo Conde de Godó (Barcelona, España)         | Rod Laver            | 6-4 6-3 6-4         |
| 16. | 1971 | 12-18 de octubre                | Aragón Championships (Zaragoza, España)          | Harald Elschenbroich | 6-4 6-4 8-6         |

## Amateur finalista
- 3 de mayo de 1960 Trofeo Salvador Viada, Barcelona frente a Andrés Gimeno 6-3, 6-3 , 6-2.
- 4 de junio de 1961 Torneo Conde de Godó, Barcelona frente a Roy Emerson 6-4, 6-4, 6-1.
- 18 de marzo de 1962 Torneo Internacional de Colombia, Barranquilla frente a Roy Emerson 6-3, 3-6, 6-1,3-6, 8-6.
- 20 de abril de 1962 Torneo de Galicia, Vigo, frente a Martin Mulligan 6-4, 7-9, 6-0, 1-6, 6-4.
- 5 de agosto de 1962 Torneo de Hamburgo derrota frente a Rod Laver, 8-6, 7-5, 6-4.
- 3 de marzo de 1963 Torneo de Miami Beach, frente a Roy Emerson 6-4, 6-0, 6-2.
- 1 de marzo de 1964 Campeonato Dixie en Tampa frente a Roy Emerson 9-7, 6-2, 6-4.
- 15 de marzo de 1964 Torneo Internacional de Colombia, Barranquilla Frente a Roy Emerson, 8-10, 6-3, 6-2, 6-2.
- 29 de marzo de 1964 Torneo Good Neighbor Miami, frente a Roy Emerson 7-5, 6-4, 6-2.
- 8 de junio de 1964 Torneo Conde de Godó, Barcelona, frente a Roy Emerson 2-6, 7-5, 6-3, 6-3.
- 11 de mayo de 1965 Campeonato de Italia, Roma, frente a Martin Mulligan 1-6, 6-4, 6-3, 6-1.
- Julio de 1966 Torneo de Madrid, frente a Manuel Orantes.
- 17 de julio de 1966 Torneo Internacional de Suiza Gstaad, frente a Roy Emerson 5-7, 7-5, 6-3.
- 15 de mayo de 1967 Torneo Internacional de Berlín Occidental, frente a Roy Emerson
- 23 de julio de 1967 Torneo Internacional de Suiza Gstaad, frente a Roy Emerson 6-2, 8-6, 6-4.
- 8 de agosto de 1967 Campeonato de Alemania, Hamburgo, frente a Roy Emerson 6-4, 6-3, 6-1.
- 1 de octubre de 1967 Campeonato de Madrid, Madrid, frente a Martin Mulligan 7-5,6-3,2-6, 12-10.
- Junio de 1969 Torneo Conde de Godó, Barcelona frente a Manuel Orantes 6-4,7-5, 6-4.
- 27 de julio de 1969 Trofeo Valiño, La Coruña frente a Ilie Nastase 6-4, 6-2, 11-9.
- 4 de abril de 1971 Torneo de Durban, frente a Bob Hewitt 7-6, 6-1, 6-1.

## Premios, reconocimientos y distinciones
- Gran Cruz de la Real Orden del Mérito Deportivo, otorgada por el Consejo Superior de Deportes (2000)
- Caballero Gran Cruz de la Orden del Dos de Mayo (02/05/2008).